# Brent-Verfahren
Das Brent-Verfahren ist ein Verfahren der numerischen Mathematik zur iterativen Bestimmung einer Nullstelle, welches die Bisektion, das Sekantenverfahren (bzw. lineare Interpolation) und die inverse quadratische Interpolation miteinander kombiniert. Das Verfahren wurde von Richard P. Brent 1973 entwickelt und ist eine Modifizierung des früheren Algorithmus von Theodorus Dekker (1969).

## Grundidee
Problem: Gesucht ist die Nullstelle {\displaystyle f(x)=0} einer stetigen Funktion {\displaystyle f\colon [a,b]\to \mathbb {R} }

Gegeben sind zwei Startwerte {\displaystyle a} und {\displaystyle b}, deren Funktionswerte {\displaystyle f(a)} und {\displaystyle f(b)} unterschiedliches Vorzeichen besitzen, d. h. {\displaystyle f(a)\cdot f(b)<0}, so dass nach Zwischenwertsatz eine Nullstelle im Intervall {\displaystyle [a,b]} existiert.
Zur Lösung dieses Problems kann man nun unterschiedliche Lösungsansätze verwenden. Allgemein wird man mit der Bisektion immer zu einer Näherung kommen. Aber es gibt auch Verfahren, die für glatte Funktionen schneller konvergieren können, wie das Sekantenverfahren mit superlinearer Konvergenz. Es gibt aber Beispiele, wo das Sekantenverfahren gar nicht konvergiert, da dieses Verfahren nur lokal konvergent ist, das heißt, es hängt davon ab, wie die Startwerte gewählt sind.
Die Dekker-Methode vereinigt nun die beiden Vorteile der zwei Verfahren.

## Verfahren von Dekker
Drei Punkte gehören zu jedem Iterationsschritt:
- {\displaystyle b_{k}} ist der aktuelle Iterationswert
- {\displaystyle a_{k}} ist der gegenüberliegende Punkt, d. h. ein Punkt, so dass {\displaystyle f(a_{k})} und {\displaystyle f(b_{k})} unterschiedliches Vorzeichen besitzen, so dass das Intervall {\displaystyle \left[a_{k},b_{k}\right]} die Nullstelle enthält. Außerdem sollte noch folgendes gelten: {\displaystyle |f(b_{k})|\leq |f(a_{k})|}, damit {\displaystyle b_{k}} eine bessere Näherung ist als {\displaystyle a_{k}}.
- {\displaystyle b_{k-1}} ist der vorherige Iterationswert (im ersten Iterationsschritt setzten wir {\displaystyle b_{k-1}=a_{0}}).

Für jeden Iterationsschritt werden zwei vorläufige Werte ermittelt. Der erste durch das Sekantenverfahren:
{\displaystyle s=b_{k}-{\frac {b_{k}-b_{k-1}}{f(b_{k})-f(b_{k-1})}}f(b_{k}),}
und der zweite durch die Bisektion:
{\displaystyle m={\frac {a_{k}+b_{k}}{2}}.}
Wenn der Wert des Sekantenverfahrens {\displaystyle s} zwischen {\displaystyle b_{k}} und {\displaystyle m} liegt, dann wird das der neue Iterationswert {\displaystyle b_{k+1}=s}, ansonsten der Mittelpunkt nach Bisektion ({\displaystyle b_{k+1}=m}).
Der neue Punkt {\displaystyle a_{k+1}} wird so gewählt, dass {\displaystyle f(a_{k+1})} und {\displaystyle f(b_{k+1})} unterschiedliche Vorzeichen besitzen, dies geschieht folgendermaßen: wenn {\displaystyle f(a_{k})} und {\displaystyle f(b_{k+1})} unterschiedliche Vorzeichen haben, dann wird {\displaystyle a_{k+1}=a_{k}}. Ansonsten müssen {\displaystyle f(b_{k+1})}
und {\displaystyle f(b_{k})} unterschiedliche Vorzeichen haben, so dass {\displaystyle a_{k+1}=b_{k}}.
Schlussendlich muss {\displaystyle b_{k+1}} die bessere Näherung sein, also es muss gelten {\displaystyle |f(b_{k+1})|\leq |f(a_{k+1})|}, wenn nicht, werden einfach beide Variablen getauscht.
Damit ist ein Iterationsschritt durchgeführt.

## Verfahren von Brent
Die Dekker-Methode konvergiert schnell, wenn die Funktion gutartig ist. Es gibt aber Beispiele, bei denen in jedem Iterationsschritt das Sekantenverfahren verwendet wird, aber die {\displaystyle b_{k}} nur sehr langsam konvergieren. Insbesondere {\displaystyle |b_{k}-b_{k-1}|} kann beliebig klein werden, d. h. {\displaystyle b_{k-1}} liegt sehr nah bei {\displaystyle b_{k}}. In diesem Fall benötigt Dekkers Methode weit mehr Iterationsschritte als die Bisektion.
Um dies zu vermeiden, hat Brent das Verfahren leicht modifiziert, indem zur Berechnung der neuen Näherung gegebenenfalls drei Punkte {\displaystyle a,b} und {\displaystyle c} verwendet werden, die drei Punkte umfassen die Näherung des letzten Iterationsschrittes {\displaystyle b} und den dazugehörigen gegenüberliegenden Punkt {\displaystyle c}, dessen Funktionswert ein anderes Vorzeichen besitzt, und eine „ältere“ Näherung {\displaystyle a} aus einem vorherigen Schritt. Außerdem werden noch mehr Voraussetzungen verlangt, bevor überhaupt eine Interpolation durchgeführt wird, so dass ein zu langsames Konvergieren ausgeschlossen werden kann und das Verfahren nicht viel langsamer als die Bisektion konvergiert. Außerdem verwendet Brent nicht nur die lineare Interpolation, sondern auch die inverse quadratische Interpolation, wenn die drei Punkte {\displaystyle a,b} und {\displaystyle c} unterschiedliche Funktionswerte {\displaystyle f(a),f(b)} und {\displaystyle f(c)} besitzen. Dies verspricht eine etwas bessere Effizienz bei der Annäherung an die Nullstelle.
Die Interpolation wird durchgeführt, wenn der dadurch neu berechnete Punkt s in dem Intervall {\displaystyle \left[{\tfrac {3}{4}}(c-b)(c-b),b\right]} liegt, sonst führt man einen Bisektionsschritt durch. Außerdem soll die Änderung des Punktes {\displaystyle b_{k+1}=b_{k}+d} größer sein als ein gewisser Toleranzwert {\displaystyle tol}, welcher aus der gewünschten Genauigkeit {\displaystyle t} und der Maschinengenauigkeit {\displaystyle \varepsilon } mit der Formel {\displaystyle tol=2\varepsilon |b|+t} berechnet wird. Sollte der Schritt kleiner sein, ändert man den Punkt b um diesen Toleranzschritt, um wenigstens {\displaystyle |b_{k}-b_{k-1}|\geq tol} zu gewährleisten, also man rechnet {\displaystyle b_{k+1}=b_{k}\pm tol}. Nach so einem kleinen Schritt um {\displaystyle tol} wird spätestens im übernächsten Iterationsschritt eine Bisektion durchgeführt, um so das Verfahren nicht viel langsamer konvergieren zu lassen als die Bisektion an sich.
Brent zeigt, dass seine Methode höchstens {\displaystyle N^{2}} Iterationsschritte benötigte, wobei {\displaystyle N} die Anzahl der Iterationsschritte für die Bisektion ist. Wenn die Funktion {\displaystyle f} gutartig ist, dann wird die Brent-Methode in der Regel die inverse quadratische oder die lineare Interpolation verwenden und somit superlinear konvergieren.

## Algorithmus von Brent für Matlab
Folgender Algorithmus liegt dem Brent-Verfahren zugrunde:
```
fa
=
f
(
a
);
 
fb
=
f
(
b
);

if
 
fa
*
fb
>
0

    
error
(
'f(a) und f(b) sollten unterschiedliche Vorzeichen haben'
);

end

c
=
a
;
 
fc
=
fa
;
   
%Zu Beginn ist c = a

c
=
a
;
 
fc
=
fa
;
 
d
=
b
-
a
;
 
e
=
d
;

iter
=
0
;

maxiter
=
1000

while
 
iter
<
maxiter

    
iter
=
iter
+
1

    
if
 
fb
*
fc
>
0

        
c
=
a
;
 
fc
=
fa
;
 
d
=
b
-
a
;
 
e
=
d
;

    
end

    
if
 
abs
(
fc
)
<
abs
(
fb
)

        
a
=
b
;
 
b
=
c
;
 
c
=
a
;

        
fa
=
fb
;
 
fb
=
fc
;
 
fc
=
fa
;

    
end

    
tol
=
2
*
eps
*
abs
(
b
)
+
t
;
 
m
=(
c
-
b
)
/
2
;
 
%Toleranz

    
if
 
(
abs
(
m
)
>
tol
)
 
&&
 
(
abs
(
fb
)
>
0
)
 
%Verfahren muss noch durchgeführt werden

        
if
 
(
abs
(
e
)
<
tol
)
 
||
 
(
abs
(
fa
)
<=
abs
(
fb
))

            
d
=
m
;
 
e
=
m
;

        
else

            
s
=
fb
/
fa
;

            
if
 
a
==
c

                
p
=
2
*
m
*
s
;
 
q
=
1
-
s
;

            
else

                
q
=
fa
/
fc
;
 
r
=
fb
/
fc
;

                
p
=
s
*
(
2
*
m
*
q
*
(
q
-
r
)
-
(
b
-
a
)
*
(
r
-
1
));

                
q
=(
q
-
1
)
*
(
r
-
1
)
*
(
s
-
1
);

            
end

            
if
 
p
>
0

                
q
=
-
q
;

            
else

                
p
=
-
p
;

            
end

            
s
=
e
;
 
e
=
d
;

            
if
 
(
 
2
*
p
<
3
*
m
*
q
-
abs
(
tol
*
q
)
 
)
 
&&
 
(
p
<
abs
(
s
*
q
/
2
))

                
d
=
p
/
q
;

            
else

                
d
=
m
;
 
e
=
m
;

            
end

        
end

        
a
=
b
;
 
fa
=
fb
;

        
if
 
abs
(
d
)
>
tol

            
b
=
b
+
d

        
else

            
if
 
m
>
0

                
b
=
b
+
tol
;

            
else

                
b
=
b
-
tol
;

            
end

        
end

    
else

        
break
;

    
end

    
fb
=
f
(
b
);

 
end

 
xs
=
b
;

```

## Beispiel
Für die bei {\displaystyle x=1} gelegene Nullstelle der Funktion
{\displaystyle f(x)=e^{-x}\ln(x)}
erhält man mit den Startwerten {\displaystyle a=0{,}05} und {\displaystyle b=1{,}7} und der gewünschten Genauigkeit von {\displaystyle t=10^{-20}} für die drei Verfahren folgende Ergebnisse:
| Verfahren         | Anzahl der Iterationsschritte       | Fehler nach Ende der Iteration |
| ----------------- | ----------------------------------- | ------------------------------ |
| Brent             | 9                                   | 0                              |
| Sekantenverfahren | konvergiert nicht in 1000 Schritten | entfällt                       |
| Bisektion         | 31                                  | 1.164153*10−10                 |

Die Iterationsschritte des Brent-Verfahrens genauer betrachtet:
| Iterationsschritt | angewendeter Schritt       | aktuelle Näherung x ≈ |
| ----------------- | -------------------------- | --------------------- |
| 1                 | Lineare Interpolation      | 1.6457                |
| 2                 | Bisektion                  | 0.84785889251506      |
| 3                 | Lineare Interpolation      | 1.18604831457557      |
| 4                 | Lineare Interpolation      | 1.04253452228117      |
| 5                 | Quadratische Interpolation | 0.99590946651532      |
| 6                 | Lineare Interpolation      | 1.00026718046634      |
| 7                 | Lineare Interpolation      | 1.00000163554039      |
| 8                 | Quadratische Interpolation | 0.99999999999436      |
| 9                 | Lineare Interpolation      | 1                     |

## Weblink
- John Burkardt: BRENT – Algorithms for Minimization Without Derivatives, Programmbibliothek in C++.